# 勞拉·愛倫
勞拉·艾倫（英文：Laura Allen，1974年3月21日—）是美國女演員。在USA電視台節目《4400》的前兩個季中，她飾演了Lily Tyler這個角色。

## 個人生活
艾倫生於美國俄勒岡州波特蘭，朱莉（Julie）和大衛·艾倫（David Allen）的女兒。她在華盛頓州的班布里奇島，作為三個姐妹的中間孩子：年長的珍妮佛（珍妮）和年幼的林賽。她於1996年以社會學畢業生的身份進入衛斯理學院。她以家庭暴力顧問的身分與紐約市警察局一起工作。繼續表演。
她和布魯斯·威曼（Bruce Weyman）於2006年9月23日在意大利皮恩扎的Relais Palazzo del Capitano結婚。他們有兩個兒子。

## 事業
艾倫從2000-02年開始在肥皂劇《所有我的孩子》中扮演勞拉·柯克-英語·杜普雷斯（Laura Kirk-English DuPres）的職業生涯，接任勞倫·羅曼（Lauren Roman）的角色，勞倫·羅曼（Lauren Roman）於1995–98擔任該角色。離開AMC後，艾倫與朱莉婭·羅伯茨，與 Mike Newell共同主演的《Mona Lisa Smile》中飾演Susan Delacorte、Kirsten Dunst和Julia Stiles。她後來出演了USA電視台的熱門連續劇《4400》。她扮演Lily Tyler的角色。但是，她的角色是在演出的第三個季節之前寫出來的。她確實在2007年的《 4400》第四季中重新演繹了莉莉·泰勒（Lily Tyler）的角色，只演出了一集。
2006年，艾倫以情節6歲男孩的母親莎拉的身份在《All In》一集中擔任《House M.D.》的客串明星。她還是《Criminal Minds》、《Open Season》第2季情節的客串明星，是兩名連環殺手的受害者，並與仙菲亞·歷遜在2007年度首映的《法律和命令：SVU》。在 FX連續劇《Dirt》的第一季，她飾演Julia Mallory。她的性格是好萊塢的海洛因依賴者。她還曾在2009年以成年人歐文·亨特少校的前戀情出現在ABC的《Grey's Anatomy》上。最近的其他項目還包括與約翰·特拉沃爾塔和羅賓·威廉姆斯演出的驚悚片《Hysteria》、《從內部》、《集體》、《老狗》。她曾在兩個電視連續劇中飾演過一些常設角色：2010年的《Terriers》中的Katie Nichols和2012的《Awake》中的Hannah Britten角色。2014年美國恐怖片《小丑》在Eli旁邊描繪了Meg 、小丑明星彼得·斯托瑪、艾莉·羅斯、勞拉·艾倫和伊麗莎白·惠特米爾。她還在戲劇驚悚片《南妮·卡姆》中飾演琳達·凱斯勒。
2016年5月，艾倫主演標題為《紙孤兒》的電視劇《犯罪心理：跨國救援》第一季的第十三集。她扮演的艾米麗·華格納是在海地被綁架的年輕女孩的母親。

## 影視作品

### 電影
| 年份   | 標題           | 角色                             | 備註 |
| ------ | -------------- | -------------------------------- | ---- |
| 2003年 | 兩個人的故事   | Limo女孩                         | 短片 |
| 2003年 | 蒙羅麗莎的微笑 | 蘇珊·德拉科特（Susan Delacorte） |      |
| 2005年 | 您對我的樣子   | 簡·卡羅爾·韋伯                   |      |
| 2008年 | 從內部         | 真相                             |      |
| 2008年 | The Collective | 克萊爾                           |      |
| 2009年 | 老狗           | 凱利                             |      |
| 2010年 | 櫻桃           | 琳達                             |      |
| 2010年 | 歇斯底里       | 艾琳                             |      |
| 2013年 | 紅色汽車       | 瑪麗蓮                           | 短片 |
| 2014年 | 小丑           | 梅格·麥科伊（Meg McCoy）         |      |
| 2014年 | 保姆·坎姆      | 琳達·凱斯勒                      |      |
| 2018年 | 故事           | 年輕網友                         |      |
| 2018年 | 難以置信       | 瑪麗·迪吉爾（Marie Deguire）     | 短片 |

### 電視
| 年份                   | 標題                       | 角色                           | 備註                                                                                       |
| ---------------------- | -------------------------- | ------------------------------ | ------------------------------------------------------------------------------------------ |
| 2000年                 | 街道                       | 珍妮佛                         | 出演片集：《飛行員》                                                                       |
| 2000年－2001年         | 我所有的孩子               | 勞拉英語                       | 經常性角色                                                                                 |
| 2004年                 | Cold Case                  | Vanessa Prosser                | 出演片集：《後期歸來》                                                                     |
| 2004年                 | 北岸                       | 莫妮克                         | 出演片集：《更多》                                                                         |
| 2004年                 | 無吸盤城市                 | 薩曼莎·韋德                    | 電視電影                                                                                   |
| 2004年－2005年、2007年 | 4400                       | Lily Tyler                     | 主要角色（第1－2季）                                                                       |
| 2006年                 | House                      | 莎拉·阿爾斯頓（Sarah Alston）  | 情節：《全屋》                                                                             |
| 2007年                 | Criminal Minds             | 鮑比·貝爾德                    | 出演片集：《開放季節》                                                                     |
| 2007年                 | 法律與秩序：特殊受害者小組 | Cass Magnall                   | 出演片集：《備用》                                                                         |
| 2007年－2008年         | 污垢                       | 朱莉婭·馬洛里                  | 主要角色                                                                                   |
| 2009年                 | 灰色解剖                   | 貝絲·惠特曼                    | 出演片集：《盡心盡力》、《之前和之後》                                                     |
| 2009年                 | CSI：Miami                 | 桑德拉·摩爾                    | 出演片集：《已溶解》                                                                       |
| 2010年                 | 小獵犬                     | 凱蒂·尼科爾斯（Katie Nichols） | 主要角色                                                                                   |
| 2012年                 | 醒                         | 漢娜·布里頓                    | 主要角色                                                                                   |
| 2013年                 | 丈夫和妻子的秘密生活       | 艾莉森·鄧恩                    | 電視電影                                                                                   |
| 2013年－2014年         | Ravenswood                 | Rochelle Matheson              | 常設角色                                                                                   |
| 2014年                 | 重返犯罪現場：紐奧良       | 凱瑟琳·威爾遜                  | 出演片集：《看著我》                                                                       |
| 2015年、2019年         | 套裝                       | 安娜貝爾幽靈                   | 出演片集：《重返家園》、《信仰》、《雷聲大雨》                                             |
| 2016年                 | 奇蹟的通緝犯               | 奧利維亞                       | 未售出的電視飛行員                                                                         |
| 2016年                 | 犯罪意識：超越國界         | 艾米莉·瓦格納（Emily Wagner）  | 出演片集：《紙孤兒》                                                                       |
| 2017年                 | 美國恐怖故事：崇拜         | 羅西                           | 出演片集：《地獄的鄰居》、《霍爾斯》                                                       |
| 2017年                 | 人群的智慧                 | Shelly Walsh                   | 出演片集：《清除歷史記錄》                                                                 |
| 2018年                 | 9-1-1                      | 馬西·納什（Marcy Nash）        | 出演片集：《起源點》、《鮑比再次開始》                                                     |
| 2018年                 | Hap and Leonard            | 雷諾官邸                       | 常設角色（第3季）                                                                          |
| 2019年                 | 真相說                     | 阿拉納洞穴                     | 出演片集：《甚至鹽看起來像糖》、《沒有十字架，沒有王冠》、《墓地之愛》、《未埋葬，已種植》 |